# ديبورا هويل
ديبورا هويل (بالإنجليزية: Deborah Howell)‏ هي صحفية أمريكية، ولدت في 15 يناير 1941 في سان أنطونيو في الولايات المتحدة، وتوفيت في 2 يناير 2010 في نيوزيلندا.